# Colura undulata
Colura undulata là một loài Rêu trong họ Lejeuneaceae. Loài này được (Lindenb. & Gottsche) Trevis. mô tả khoa học đầu tiên năm 1877.